# Gran Premio di superbike di Jerez 2014
Il Gran Premio di superbike di Jerez 2014 è stato la decima prova del mondiale superbike del 2014, nello stesso fine settimana si è corso il nono gran premio stagionale del mondiale supersport del 2014.
Marco Melandri risulta il vincitore di entrambe le gare valide per il mondiale Superbike. Nel mondiale Supersport il pilota olandese Michael van der Mark, grazie alla vittoria ottenuta in questo GP, diviene irraggiungibile in testa alla classifica piloti, pertanto si laurea campione mondiale con due gare d'anticipo rispetto al termine del campionato.

## Superbike

### Gara 1
Fonte
Vittoria in gara 1 per Marco Melandri, che coglie la personale quarta affermazione stagionale, diciassettesima della sua carriera nel mondiale Superbike. Dietro al pilota italiano si classifica secondo il francese Sylvain Guintoli, compagno di squadra di Melandri nel team Aprilia Racing, con Chaz Davies a completare il podio con la Ducati 1199 Panigale R.
Nono in gara ma primo dei piloti della classe EVO è stato David Salom del team Kawasaki Racing.

#### Arrivati al traguardo
| Pos. | Nº | Pilota               | Squadra                      | Motocicletta               | Giri | Tempo     | Griglia | Punti |
| ---- | -- | -------------------- | ---------------------------- | -------------------------- | ---- | --------- | ------- | ----- |
| 1º   | 33 | Marco Melandri       | Aprilia Racing               | Aprilia RSV4 Factory       | 20   | 34:20.164 | 4º      | 25    |
| 2º   | 50 | Sylvain Guintoli     | Aprilia Racing               | Aprilia RSV4 Factory       | 20   | +1.397    | 5º      | 20    |
| 3º   | 7  | Chaz Davies          | Ducati Superbike             | Ducati 1199 Panigale R     | 20   | +4.283    | 7º      | 16    |
| 4º   | 65 | Jonathan Rea         | PATA Honda                   | Honda CBR1000RR            | 20   | +5.705    | 10º     | 13    |
| 5º   | 1  | Tom Sykes            | Kawasaki Racing              | Kawasaki ZX-10R            | 20   | +6.979    | 3º      | 11    |
| 6º   | 58 | Eugene Laverty       | Voltcom Crescent Suzuki      | Suzuki GSX-R1000           | 20   | +7.342    | 6º      | 10    |
| 7º   | 91 | Leon Haslam          | PATA Honda                   | Honda CBR1000RR            | 20   | +14.868   | 8º      | 9     |
| 8º   | 24 | Toni Elías           | Red Devils Roma              | Aprilia RSV4 Factory       | 20   | +23.853   | 11º     | 8     |
| 9º   | 44 | David Salom          | Kawasaki Racing              | Kawasaki ZX-10R EVO        | 20   | +25.886   | 13º     | 7     |
| 10º  | 52 | Sylvain Barrier      | BMW Motorrad Italia          | BMW S1000 RR EVO           | 20   | +26.536   | 12º     | 6     |
| 11º  | 11 | Jérémy Guarnoni      | MRS Kawasaki                 | Kawasaki ZX-10R EVO        | 20   | +41.308   | 17º     | 5     |
| 12º  | 21 | Alessandro Andreozzi | Team Pedercini               | Kawasaki ZX-10R EVO        | 20   | +46.672   | 15º     | 4     |
| 13º  | 32 | Sheridan Morais      | IRON BRAIN Grillini Kawasaki | Kawasaki ZX-10R EVO        | 20   | +48.742   | 16º     | 3     |
| 14º  | 59 | Niccolò Canepa       | Althea Racing                | Ducati 1199 Panigale R EVO | 20   | +50.131   | 14º     | 2     |
| 15º  | 71 | Claudio Corti        | MV Agusta Reparto Corse      | MV Agusta F4 RR            | 20   | +1:03.677 | 19º     | 1     |
| 16º  | 16 | Gábor Rizmayer       | BMW Team Toth                | BMW S1000 RR EVO           | 20   | +1:14.881 | 21º     |       |
| 17º  | 99 | Geoff May            | Hero EBR                     | EBR 1190 RX                | 20   | +1:22.832 | 22º     |       |
| 18º  | 10 | Imre Tóth            | BMW Team Toth                | BMW S1000 RR               | 20   | +1:35.170 | 20º     |       |

#### Ritirati
| Nº | Pilota           | Squadra                      | Motocicletta           | Giri | Griglia |
| -- | ---------------- | ---------------------------- | ---------------------- | ---- | ------- |
| 20 | Aaron Yates      | Hero EBR                     | EBR 1190 RX            | 16   | 23º     |
| 76 | Loris Baz        | Kawasaki Racing              | Kawasaki ZX-10R        | 13   | 1º      |
| 22 | Alex Lowes       | Voltcom Crescent Suzuki      | Suzuki GSX-R1000       | 13   | 9º      |
| 34 | Davide Giugliano | Ducati Superbike             | Ducati 1199 Panigale R | 11   | 2º      |
| 67 | Bryan Staring    | IRON BRAIN Grillini Kawasaki | Kawasaki ZX-10R EVO    | 7    | 18º     |

#### Non partito
| Nº | Pilota      | Squadra        | Motocicletta        |
| -- | ----------- | -------------- | ------------------- |
| 23 | Luca Scassa | Team Pedercini | Kawasaki ZX-10R EVO |

### Gara 2
Fonte
Dopo aver vinto la prima gara, Marco Melandri si ripete anche in gara 2, salendo a cinque affermazioni stagionali, diciotto totali della sua personale carriera nel mondiale Superbike. Proprio come accaduto nella prima corsa, anche la seconda posizione di questa gara è ad appannaggio di Sylvain Guintoli, anche lui come Melandri alla guida della Aprilia RSV4 Factory, con il team Aprilia Racing che quindi porta, nelle due gare corse a Jerez, entrambi i suoi piloti sui gradini più alti del podio. Differisce da gara 1 la terza posizione, che nella seconda gara viene occupata da Tom Sykes.
Sylvain Barrier con la BMW S1000 RR del team BMW Motorrad Italia è il primo dei piloti dotati di motociclette con specifiche EVO, classificandosi undicesimo nel computo totale della gara.
Con i risultati delle due gare di questo GP, la classifica mondiale vede Sykes confermarsi primo con 352 punti totali, ma Guintoli, al secondo posto con 321 punti, riduce a 31 le lunghezze di ritardo dal capoclassifica.

#### Arrivati al traguardo
| Pos. | Nº | Pilota           | Squadra                      | Motocicletta               | Giri | Tempo     | Griglia | Punti |
| ---- | -- | ---------------- | ---------------------------- | -------------------------- | ---- | --------- | ------- | ----- |
| 1º   | 33 | Marco Melandri   | Aprilia Racing               | Aprilia RSV4 Factory       | 20   | 34'25.940 | 4º      | 25    |
| 2º   | 50 | Sylvain Guintoli | Aprilia Racing               | Aprilia RSV4 Factory       | 20   | +2.845    | 5º      | 20    |
| 3º   | 1  | Tom Sykes        | Kawasaki Racing              | Kawasaki ZX-10R            | 20   | +6.097    | 3º      | 16    |
| 4º   | 7  | Chaz Davies      | Ducati Superbike             | Ducati 1199 Panigale R     | 20   | +7.749    | 7º      | 13    |
| 5º   | 65 | Jonathan Rea     | PATA Honda                   | Honda CBR1000RR            | 20   | +7.935    | 10º     | 11    |
| 6º   | 58 | Eugene Laverty   | Voltcom Crescent Suzuki      | Suzuki GSX-R1000           | 20   | +10.510   | 6º      | 10    |
| 7º   | 76 | Loris Baz        | Kawasaki Racing              | Kawasaki ZX-10R            | 20   | +16.078   | 1º      | 9     |
| 8º   | 91 | Leon Haslam      | PATA Honda                   | Honda CBR1000RR            | 20   | +16.098   | 8º      | 8     |
| 9º   | 22 | Alex Lowes       | Voltcom Crescent Suzuki      | Suzuki GSX-R1000           | 20   | +16.554   | 9º      | 7     |
| 10º  | 24 | Toni Elías       | Red Devils Roma              | Aprilia RSV4 Factory       | 20   | +25.840   | 11º     | 6     |
| 11º  | 52 | Sylvain Barrier  | BMW Motorrad Italia          | BMW S1000 RR EVO           | 20   | +36.839   | 12º     | 5     |
| 12º  | 32 | Sheridan Morais  | IRON BRAIN Grillini Kawasaki | Kawasaki ZX-10R EVO        | 20   | +55.531   | 16º     | 4     |
| 13º  | 11 | Jérémy Guarnoni  | MRS Kawasaki                 | Kawasaki ZX-10R EVO        | 20   | +55.980   | 17º     | 3     |
| 14º  | 16 | Gábor Rizmayer   | BMW Team Toth                | BMW S1000 RR EVO           | 20   | +1:18.354 | 21º     | 2     |
| 15º  | 59 | Niccolò Canepa   | Althea Racing                | Ducati 1199 Panigale R EVO | 20   | +1:26.338 | 14º     | 1     |
| 16º  | 20 | Aaron Yates      | Hero EBR                     | EBR 1190 RX                | 20   | +1:31.468 | 23º     |       |

#### Ritirati
| Nº | Pilota               | Squadra                 | Motocicletta           | Giri | Griglia |
| -- | -------------------- | ----------------------- | ---------------------- | ---- | ------- |
| 21 | Alessandro Andreozzi | Team Pedercini          | Kawasaki ZX-10R EVO    | 12   | 15º     |
| 10 | Imre Tóth            | BMW Team Toth           | BMW S1000 RR           | 11   | 20º     |
| 99 | Geoff May            | Hero EBR                | EBR 1190 RX            | 10   | 22º     |
| 71 | Claudio Corti        | MV Agusta Reparto Corse | MV Agusta F4 RR        | 6    | 19º     |
| 34 | Davide Giugliano     | Ducati Superbike        | Ducati 1199 Panigale R | 2    | 2º      |
| 44 | David Salom          | Kawasaki Racing         | Kawasaki ZX-10R EVO    | 1    | 13º     |

#### Non partiti
| Nº | Pilota        | Squadra                      | Motocicletta        | Griglia |
| -- | ------------- | ---------------------------- | ------------------- | ------- |
| 67 | Bryan Staring | IRON BRAIN Grillini Kawasaki | Kawasaki ZX-10R EVO | 18º     |
| 23 | Luca Scassa   | Team Pedercini               | Kawasaki ZX-10R EVO |         |

## Supersport
Fonte
Michael van der Mark vince la sua quinta gara stagionale e grazie ai 25 punti ottenuti diviene campione mondiale Supersport del 2014, riuscendo ad ottenere il titolo iridato con due gare d'anticipo rispetto al termine del campionato. Per la squadra di van der Mark, il team Ten Kate Racing (che in questa stagione corre, per ragioni di sponsorizzazione, con la denominazione di PATA Honda) si tratta del decimo titolo mondiale piloti della sua storia. Dietro al vincitore della gara, completano il podio i due piloti del team Kawasaki Intermoto Ponyexpres, con Patrick Jacobsen secondo e Florian Marino terzo.
Con van der Mark irraggiungibile in vetta alla graduatoria mondiale, Marino si porta al secondo posto in campionato con 109 punti, superando Jules Cluzel che, caduto in gara, scende al terzo posto con 107 punti.

### Arrivati al traguardo
| Pos. | Nº  | Pilota               | Squadra                       | Motocicletta   | Giri | Tempo     | Griglia | Punti |
| ---- | --- | -------------------- | ----------------------------- | -------------- | ---- | --------- | ------- | ----- |
| 1º   | 60  | Michael van der Mark | PATA Honda                    | Honda CBR600RR | 19   | 33'34.503 | 1º      | 25    |
| 2º   | 99  | Patrick Jacobsen     | Kawasaki Intermoto Ponyexpres | Kawasaki ZX-6R | 19   | +0.363    | 4º      | 20    |
| 3º   | 21  | Florian Marino       | Kawasaki Intermoto Ponyexpres | Kawasaki ZX-6R | 19   | +0.508    | 3º      | 16    |
| 4º   | 4   | Jack Kennedy         | CIA Insurance Honda           | Honda CBR600RR | 19   | +0.960    | 6º      | 13    |
| 5º   | 88  | Kev Coghlan          | DMC Panavto-Yamaha            | Yamaha YZF R6  | 19   | +2.951    | 10º     | 11    |
| 6º   | 26  | Lorenzo Zanetti      | PATA Honda                    | Honda CBR600RR | 19   | +4.639    | 2º      | 10    |
| 7º   | 44  | Roberto Rolfo        | Team Go Eleven                | Kawasaki ZX-6R | 19   | +5.860    | 8º      | 9     |
| 8º   | 14  | Ratthapark Wilairot  | Core PTR Honda                | Honda CBR600RR | 19   | +6.460    | 5º      | 8     |
| 9º   | 10  | Alessandro Nocco     | San Carlo Puccetti Racing     | Kawasaki ZX-6R | 19   | +10.477   | 12º     | 7     |
| 10º  | 5   | Roberto Tamburini    | San Carlo Puccetti Racing     | Kawasaki ZX-6R | 19   | +10.875   | 13º     | 6     |
| 11º  | 6   | Dominic Schmitter    | HAGN-SKM Racing               | Yamaha YZF R6  | 19   | +16.916   | 11º     | 5     |
| 12º  | 65  | Vladimir Leonov      | Rivamoto                      | Honda CBR600RR | 19   | +18.066   | 16º     | 4     |
| 13º  | 54  | Kenan Sofuoğlu       | San Carlo Puccetti Racing     | Kawasaki ZX-6R | 19   | +19.253   | 26º     | 3     |
| 14º  | 53  | Valentin Debise      | Com Plus SMS Racing           | Honda CBR600RR | 19   | +20.916   | 17º     | 2     |
| 15º  | 11  | Christian Gamarino   | Team Go Eleven                | Kawasaki ZX-6R | 19   | +23.624   | 15º     | 1     |
| 16º  | 57  | Ferrán Casas         | Team Torrento                 | Yamaha YZF R6  | 19   | +28.001   | 20º     |       |
| 17º  | 61  | Fabio Menghi         | VFT Racing                    | Yamaha YZF R6  | 19   | +28.392   | 19º     |       |
| 18º  | 9   | Tony Coveña          | Kawasaki Intermoto Ponyexpres | Kawasaki ZX-6R | 19   | +44.443   | 22º     |       |
| 19º  | 24  | Marco Bussolotti     | Team Lorini                   | Honda CBR600RR | 19   | +47.116   | 21º     |       |
| 20º  | 64  | Matt Davies          | AARK Racing                   | Honda CBR600RR | 19   | +1:05.177 | 25º     |       |
| 21º  | 161 | Alexey Ivanov        | DMC Panavto-Yamaha            | Yamaha YZF R6  | 19   | +1:05.265 | 24º     |       |
| 22º  | 7   | Nacho Calero         | CIA Insurance Honda           | Honda CBR600RR | 19   | +1:05.737 | 23º     |       |

### Ritirati
| Nº  | Pilota           | Squadra                 | Motocicletta     | Giri | Griglia |
| --- | ---------------- | ----------------------- | ---------------- | ---- | ------- |
| 87  | Luca Marconi     | Team Lorini             | Honda CBR600RR   | 18   | 18º     |
| 16  | Jules Cluzel     | MV Agusta Reparto Corse | MV Agusta F3 675 | 17   | 9º      |
| 155 | Massimo Roccoli  | MV Agusta Reparto Corse | MV Agusta F3 675 | 15   | 14º     |
| 35  | Raffaele De Rosa | CIA Insurance Honda     | Honda CBR600RR   | 10   | 7º      |